# Tanganica (1961-1964)
Tanganica (português brasileiro) ou Tanganhica (português europeu)  (em inglês e suaíli: Tanganyika; pronúncia em inglês: /ˌtæŋɡənˈjiːkə/) foi um estado soberano que existiu entre 9 de dezembro de 1961 (quando obteve sua independência do Reino Unido, tornando-se um Reino da Comunidade das Nações ) e 26 de abril de 1964 (quando se tornou uma república, também integrante da  Commonwealth). Após a promulgação dos Artigos da União de Tanganica e Zanzibar, em 22 de abril  de 1964, e do Ato de União, em 25 de abril do mesmo ano, Tanganica juntou-se  oficialmente à República Popular de Zanzibar e Pemba para formar a República Unida de Tanganica e Zanzibar, em 26 de abril de 1964. Em 29 de outubro do mesmo ano, o novo estado passaria a chamar-se  República Unida da Tanzânia,  permanecendo como membro da Commonwealth.
Tanganica - que fora parte da antiga África Oriental Alemã, até ser ocupada pela Grã-Bretanha durante a Primeira Guerra Mundial - situava-se entre o Oceano Índico e os Grandes Lagos Vitória, Niassa e Tanganica, fazendo fronteira com o  antigo Congo Belga, a oeste; Moçambique e a antiga Rodésia do Norte ao sul;  Uganda e Quênia, ao norte.

## História
Originalmente parte da África Oriental Alemã, o Território de Tanganica foi assumido pela Grã-Bretanha, por mandato da Liga das Nações, em 1922, enquanto a segunda maior parte da África Oriental Alemã foi atribuída à tutela belga, tornando-se, mais tarde, os atuais Burundi e Ruanda. Após a Segunda Guerra Mundial, Tanganica passaria a ser um Protetorado das Nações Unidas, sempre sob administração britânica.
A Lei de Independência de Tanganica (1961) transformou o protetorado no estado soberano independente de Tanganica, tendo Elizabeth II como Rainha de Tanganica, sendo as  funções constitucionais da monarca exercidas principalmente pelo Governador-geral de Tanganica.
A nova constituição de Tanganica, adotada  em 1962, aboliu a monarquia, e a Assembleia Nacional (formada majoritariamente por membros do partido União Nacional Africana do Tanganica) revisou minuciosamente seus dispositivos para fortalecer o poder executivo. Tanganica tornou-se então uma república, dentro da Comunidade das Nações, com Julius Nyerere como Presidente. Após a União de Zanzibar e Tanganica, foi adotada uma constituição provisória, adaptada da Constituição de 1962, a qual, entretanto, permaneceu em vigor até 1977.